# Station (religion)
Pour les articles homonymes, voir Station.
Le mot station désigne d'abord les lieux liturgiques marquants des rites des villes saintes Jérusalem et Rome. Aujourd'hui une station désigne chacun des quatorze temps d'arrêt du Chemin de croix.
Le mot latin statio est attesté d'abord comme une transcription du latin en grec, dans des papyrus de la koinè, où l'on voit qu'il était utilisé dans les milieux de soldats mais son sens n'est pas clair. Dans les milieux chrétiens, en tous cas, il a pour la première fois un sens liturgique dans le Pasteur d’Hermas (Similitudes, V 11), vers 150 à Rome (en grec également). Il signifie alors : suivre un jeûne et prier au jour prévu. Ces jours étaient vraisemblablement les mercredis et vendredis, jours de jeûne également dans la Didachè, chez Tertullien, etc.
L’usage du terme latin, qui ne s’est pas imposé en grec (où l'on parlerait plutôt de synaxe, rassemblement), est dérivé de l’hébreu ma‘amad, dont la mishna Ta‘anit explique l’emploi relativement à la pratique des jeûnes réguliers, à l’époque du Temple (voir un commentaire dans l'article « Rite de l'Église de Jérusalem »).
Le mot latin peut étendre son sens au point de désigner la commémoration propre à n’importe quel jour de rassemblement, comme une fête de martyr. Une station désigne alors l’adaptation de la liturgie habituelle d’une Église donnée à des circonstances de temps et de lieu particulières (sa liturgie stationnale).